# Jock Aird
Jock Aird, właśc. John Rae Aird (ur. 18 grudnia 1926 w Glencraig, zm. 28 czerwca 2021 w Australii) – piłkarz występujący na pozycji obrońcy, reprezentant Szkocji i Nowej Zelandii.

## Kariera klubowa
Aird swoją karierę rozpoczął w amatorskim zespole Jeanfield Swifts Perth. W 1948 roku został zawodnikiem angielskiego Burnley z Division One. Jego debiut w tej lidze miał miejsce 7 kwietnia 1950 w przegranym 0:2 meczu z Liverpoolem. W sezonie 1952/1953 zajął z klubem 6. miejsce w Division One, co stanowiło jego najlepsze osiągnięcie w karierze. Zawodnikiem Burnley pozostał do końca sezonu 1954/1955.
Następnie występował w nowozelandzkim Eastern Union, a także w australijskim Sydney Hakoah. W 1960 roku zakończył karierę.
W Division One rozegrał 132 spotkania.

## Kariera reprezentacyjna
W reprezentacji Szkocji Aird zadebiutował 5 maja 1954 w wygranym 1:0 towarzyskim meczu z Norwegią. W tym samym roku został powołany do kadry na mistrzostwa świata. Zagrał na nich w obu spotkaniach swojej drużyny: z Austrią (0:1) i Urugwajem (0:7), a Szkocja zakończyła turniej na fazie grupowej. Po mundialu nie zagrał już więcej w drużynie narodowej Szkocji.
W 1958 roku wystąpił natomiast w dwóch meczach reprezentacji Nowej Zelandii, w których strzelił jednego gola.